# Метт Зукрі
Метт Зукрі (англ. Matt Czuchry; нар. 20 травня 1977, Манчестер, Нью-Гемпшир, США) — американський актор. 

## Біографія
Метт Зукрі народився у Манчестері, Нью-Гемпшир, США в родині професора університету Ендрю Зукрі та домогосподарки Сандри. Він має українське коріння, і спочатку його прізвище звучало українською мовою Чухрій. Актор — наймолодша дитина в родині: у нього є старші два брати й сестра. Навчався у Science Hill High School, потім здобув ступінь бакалавра у галузі історії та політики.

## Кар'єра
У 2000 отримав кілька епізодичних ролей в американських серіалах. Через два роки виходить чотири фільми з Меттом — «Вдар її, вона француженка», «Атака павуків» (знімався разом з Девідом Аркеттом та Скарлет Йохансон), «Нічна лихоманка в середині літа», «Проти течії».
У 2004 отримав головну роль в популярному серіалі «Дівчата Гілмор». Проект завершився у 2007. З 2006 по 2009 у актора були маленькі ролі в «Вероніка Марс», «Нічні вогні п'ятниці». З 2009 по 2016 виконував головну роль у серіалі «Гарна дружина».

## Особисте життя
На зйомках серіалу «Молоді американці» актор познайомився з акторкою Кейт Босворт, стосунки між ними протривали з 2000 по 2002.

## Фільмографія

### Фільми
| Рік  | Назва                             | Оригінальна назва              | Роль           | Примітки        |
| ---- | --------------------------------- | ------------------------------ | -------------- | --------------- |
| 2002 | «Вдар її, вона француженка»       | Slap Her… She's French         | Кайл Фуллер    |                 |
| 2002 | «Атака павуків»                   | Eight Legged Freaks            | Брет           |                 |
| 2002 | «Нічна лихоманка в середині літа» | A Midsummer Night's Rave       | Еван           |                 |
| 2002 | «Проти течії»                     | Swimming Upstream              | Морріс Бед III |                 |
| 2004 | «Ем і я»                          | Em & Me                        | Чейс           |                 |
| 2006 |                                   | Hooked                         | Скотті         | короткометражка |
| 2007 | «Гравітація»                      | Gravity                        | Рей            | телефільм       |
| 2009 |                                   | I Hope They Serve Beer in Hell | Макс           |                 |
| 2010 | «Дев'ятнадцята дружина»           | The 19th Wife                  | Джордан        | телефільм       |

### Серіали
| Рік       | Назва                       | Оригінальна назва                 | Роль              | Примітки               |
| --------- | --------------------------- | --------------------------------- | ----------------- | ---------------------- |
| 2000      | «Диваки і навіжені»         | Freaks and Geeks                  | підліток          | 1 епізод               |
| 2000      | «Протилежна стать»          | Opposite Sex                      | Курт              | 1 епізод               |
| 2000      | «Молоді американці»         | Young Americans                   | Шон               | 5 епізодів             |
| 2002      | «Практика»                  | The Practice                      | Скіп              | 1 епізод               |
| 2002      | «Сьоме небо»                | 7th Heaven                        | Карл              | 1 епізод               |
| 2003      | «Джейк 2.0»                 | Jake 2.0                          | Дерін             | 1 епізод               |
| 2003–2004 |                             | Hack                              | Джемі Фаррел      | 12 епізодів            |
| 2004–2007 | «Дівчата Гілмор»            | Gilmore Girls                     | Логан Хантзбергер | 59 епізодів            |
| 2006      | «Ліга Справедливості»       | Justice League                    |                   | озвучка; 1 епізод      |
| 2006      | «Вероніка Марс»             | Veronica Mars                     | Чарлі Стоун       | 1 епізод               |
| 2008      | «Нічні вогні п'ятниці»      | Friday Night Lights               | Кріс Кеннеді      | 4 епізоди              |
| 2009–2016 | «Гарна дружина»             | The Good Wife                     | Кері Агос         | 156 епізодів           |
| 2016      | «Дівчата Гілмор: Пори року» | Gilmore Girls: A Year in the Life | Логан Хантзбергер | міні-серіал; 4 епізоди |
| 2018      | «Ординатор»                 | The Resident                      | Конрад Хоукінз    | 14 епізодів            |